# Крейсера типа «Чао-Хо»
Крейсера типа «Чжао-Хэ» (кит. трад. 肇和, пиньинь Zhào Hé, палл. Чжао Хэ, Уэйд-Джайлз: Chao Ho) — cерия бронепалубных крейсеров 3-го ранга (по другой классификации — учебных лёгких крейсеров) военно-морских сил Китая. Приняли участие в начальном этапе японо-китайской войны 1937—1945 годов Следует учитывать, что «традиционное» наименование крейсеров «Чжаохэ» и «Инжуй» как «Чао-хо» и «Ин-Суэй» не соответствует принятой системе транскрипции китайских названий на русский язык, и является устаревшей английской системой транслитерации.

## Представители
В соответствие с принятой в 1910 году в императорском Китае 7-летней программой создания военно-морского флота мирового класса был осуществлен заказ в Великобритании и США трёх учебных крейсеров. Проект, разработанный конструктором британской фирмы «Армстронг» Дж. Перретом, предполагал оборудование кораблей для подготовки персонала и освоения современных технологий комбинированной двигательной установкой и разнообразными системами вооружений. Два крейсера были заложены в Великобритании (фирмы «Армстронг» и «Виккерс»), один — в США (фирма «Нью-Йорк Шипбилдинг»).
«Чжаохэ» («Chao Ho» 肇和) — заложен 7 ноября 1910 г. в Эльсвике (Англия) на верфи Армстронга, спущен на воду 23 октября 1911 г., введён в строй 1 декабря 1912 г.
«Инжуй» («Ying Swei» 应瑞) — заложен 12 декабря 1910 в Барроу (Англия) на верфи Виккерса, спущен на воду 14 июля 1911 г., введён в строй 1 декабря 1912 г.
«Фэйхун» («Fei Hung» 飞鸿) — заложен 14 июня 1912 г. в Нью-Йорке, спущен на воду 4 мая 1913 года.
Во время строительства кораблей в Китае произошла Синьхайская революция, закончившаяся свержением монархии. Республиканские власти, столкнувшись с финансовыми трудностями, сделали вывод о невозможности увеличения состава флота и аннулировали имперскую военно-морскую программу. Строившийся последним «Фэйхун» остался невыкупленным и был продан в 1914 году Греции, где получил имя «Элли». Были предприняты попытки продать и уже готовые «Чжаохэ» и «Инжуй», но в конце 1912 году они всё же были приняты китайской стороной.

## Описание конструкции
«Чжаохэ» имел стальной удлиненный корпус с полубаком и полуютом, две чуть скошенные трубы, две лёгкие мачты без марсов, носовой мостик. Вертикальное бронирование (кроме боевой рубки и щитов орудий) отсутствовало. Главной защитой являлась выпуклая броневая палуба толщиной до дюйма, усиленная на скосах до 2 дюймов. Двигательная установка состояла из трёх паровых турбин системы «Parsons», пар для которых вырабатывали четыре огнетрубных цилиндрических и два водотрубных котла со смешанным угле-мазутным отоплением. Запас топлива состоял из 150 тонн угля и 100 тонн мазута. Суммарная мощность турбин превышала 8 тыс. л/с., разгонявших 2700-тонный корабль до 22 узлов (при запланированных в проекте 20 узлов). Основное артиллерийское вооружение состояло из 6-дюймовых орудий на полубаке и полуюте и четырёх 4,7-дюймовых орудий на окончаниях главной палубы. Минное вооружение — три палубных поворотных торпедных аппарата.
«Инжуй» незначительно отличался от «Чжаохэ» суженным корпусом, меньшей толщиной скосов бронепалубы, сокращенным запасом мазута, расположением дымовых труб и мачт, формой надстройки и прожекторной площадкой на полуюте

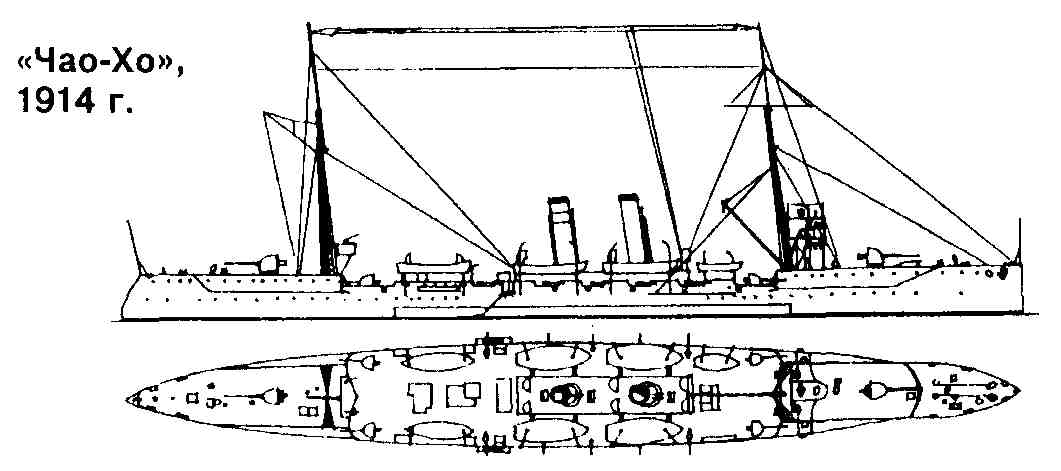

Корабли представляли переходной тип между бронепалубным и лёгким крейсером. Вопреки тому, что при проектировании «Чжаохэ» и «Инжуй» предполагалось использовать как учебные суда, им, в силу отсутствия у Китая более мощных современных кораблей, приходилось играть роль основных боевых единиц военно-морского флота. В этом качестве «Чжаохэ» и «Инжуй» в силу своей слабой защиты, недостаточного вооружения и быстроходности не соответствовали параметрам лёгких крейсеров уже времени первой мировой войны, а к 1930-м годам окончательно устарели.

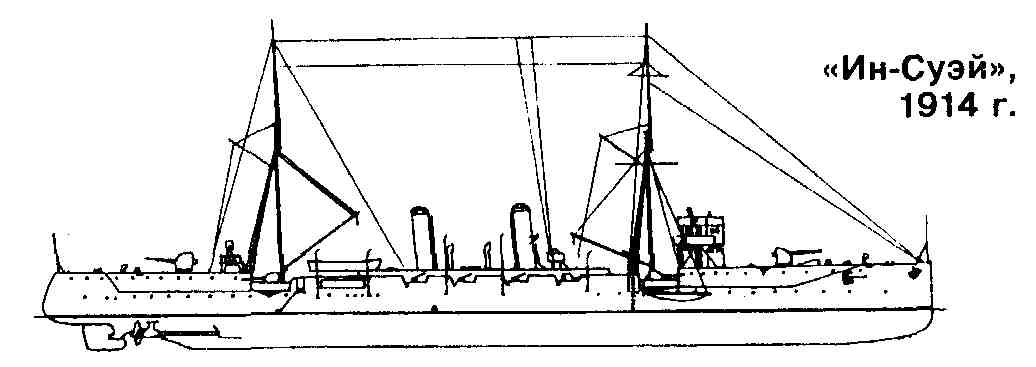

## Служба
Изначально «Чжаохэ» входил в состав Южного флота и базировался на Кантон (Гуанчжоу), а «Инжуй» был передан Центральному флоту с базированием на Шанхай. В 1922 году вместе с основной частью Кантонской эскадры «Чжаохэ» перешёл в Циндао.
В 1929 году после окончания в Китае гражданской войны вошёл в состав Северо-Восточного флота, где находился до 1933 года, после чего вернулся в Гуанчжоу. После ухода в 1935 году в Нанкин старых бронепалубных крейсеров «Хайци» и «Хайчэнь» «Чжаохэ» остался единственным крейсером и флагманом Южной китайской эскадры.
«Инжуй» все время службы находился в составе Центрального флота в Шанхае и в начале 1930-х годов, с вступлением в строй первого китайского современного легкого крейсера «Нинхай», передан в Учебную эскадру, однако затем возвращен в состав 1-й эскадры Центрального флота, где нес службу вместе с двумя новыми лёгкими крейсерами.
После начала японо-китайской войны и появления у побережья Китая мощных группировок японского военно-морского флота, «Чжаохэ» и «Инжуй», в отличие от более старых китайских крейсеров постройки конца XIX века, не были сразу затоплены для заграждения фарватера, а приготовлены к бою.
«Чжаохэ» принял участие в единственном в этой войне морском сражении с японскими кораблями. 14 сентября 1937 г. китайская 4-я (Кантонская) эскадра в составе: крейсер «Чжаохэ» (флагман адмирала Чэнь Цэ (陳策, 1894—1949, также известен как Чан Чак/Chan Chak в кантонском произношении)), старый бронепалубный крейсер «Хайчоу» (1897), три малых канонерских лодки и патрульное судно близ фортов Бока Тигрис в устье реки Чжуцзян около Гуанчжоу были атакованы японским отрядом из легкого крейсера и трёх эсминцев. По другой версии, «Чжаохэ» и «Хайчоу» сами вышли в море на «поиск противника» и, встретив превосходящие силы японцев, отошли под прикрытие береговых батарей.
В ходе боя «Чжаохэ» получил серьёзные повреждения и, чтобы избежать затопления, был вынужден выброситься на отмель. Тем не менее, и японские корабли отступили под огнём с китайской эскадры и береговых батарей. Для окончательного уничтожения ВМС Китая и подавления фортов, прикрывавших подходы к Гуанчжоу, японцы вынуждены были использовать палубную авиацию с лёгких авианосцев «Рюхо» и «Хосё». В ходе одного из авианалётов 30 сентября стоявший на отмели «Чжаохэ» был уничтожен (по другим данным, это произошло 28 сентября).

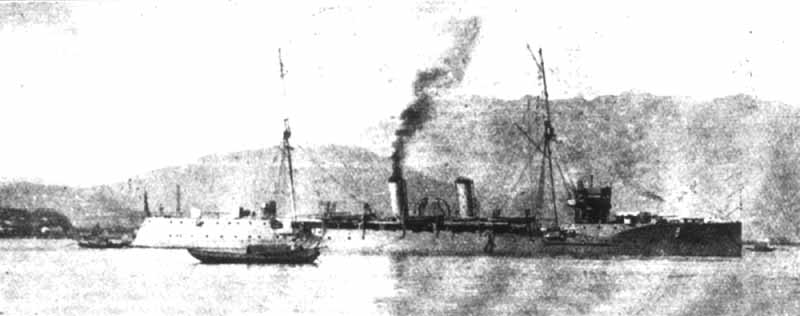
Крейсер «Чжаохэ»

По версии, изложенной Музеем ВМФ Китайской Республики (Тайвань), 25 сентября 1937 года отряд кораблей Гуандунской эскадры из 6 кораблей был атакован японскими самолётами в районе форта Хумэнь (虎門, также известен под английским названием Бокка Тигрис), при этом крейсер «Чжаохэ» загорелся и затонул.
23 октября 1937 года стоявший на Янцзы у порога Цайшицзи, неподалёку от г. Цзянъинь, крейсер «Инжуй» был атакован японскими самолётами. «Инжуй», с которого в этот момент демонтировали основное вооружение для передачи на сухопутный фронт, потерял в ходе авианалёта 15 человек убитыми и 40 ранеными, загорелся и затонул.